# Blood Swept Lands and Seas of Red

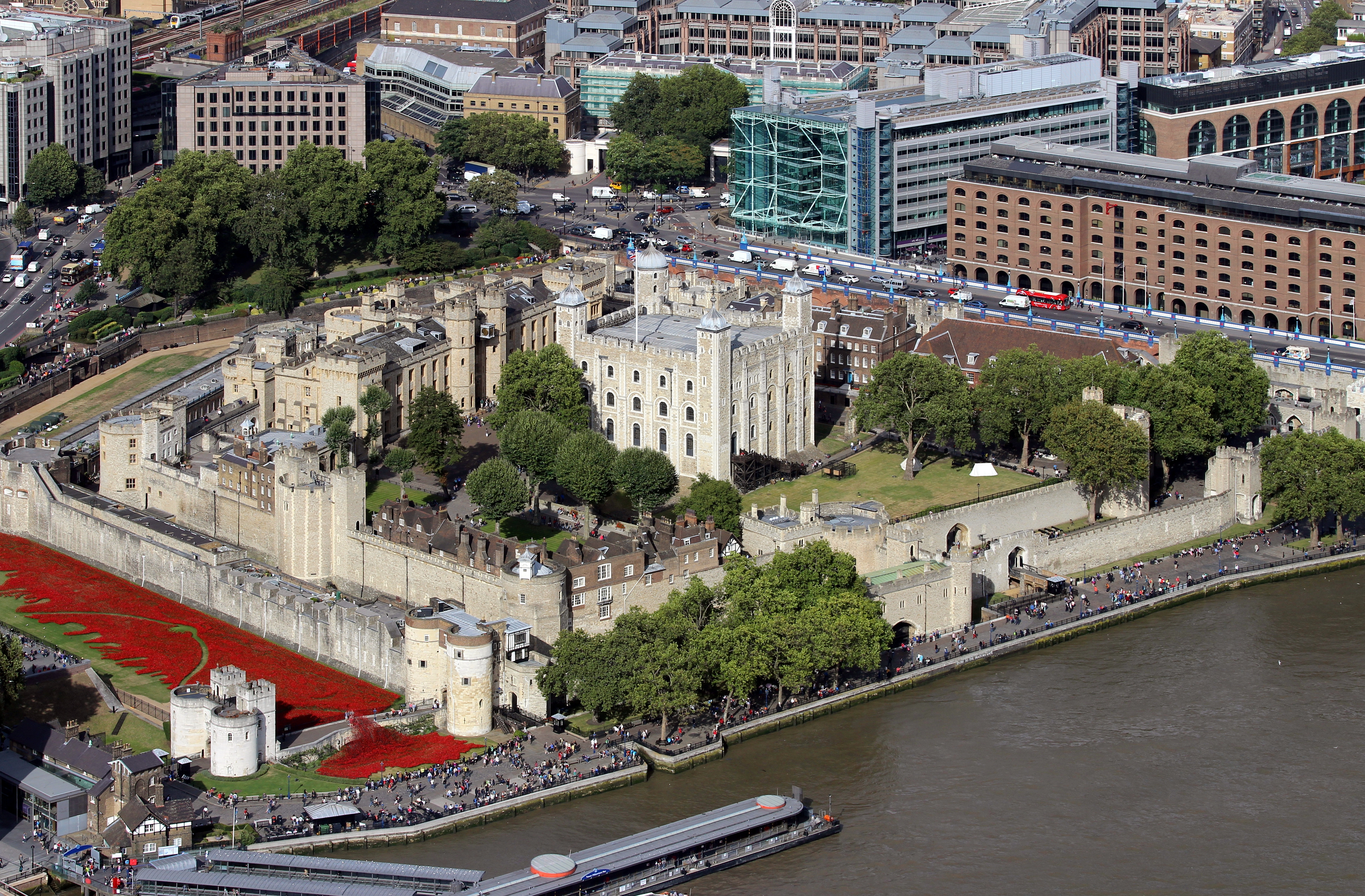
Die roten Flächen im Graben des Tower of London sind die Installation Blood Swept Lands and Seas of Red

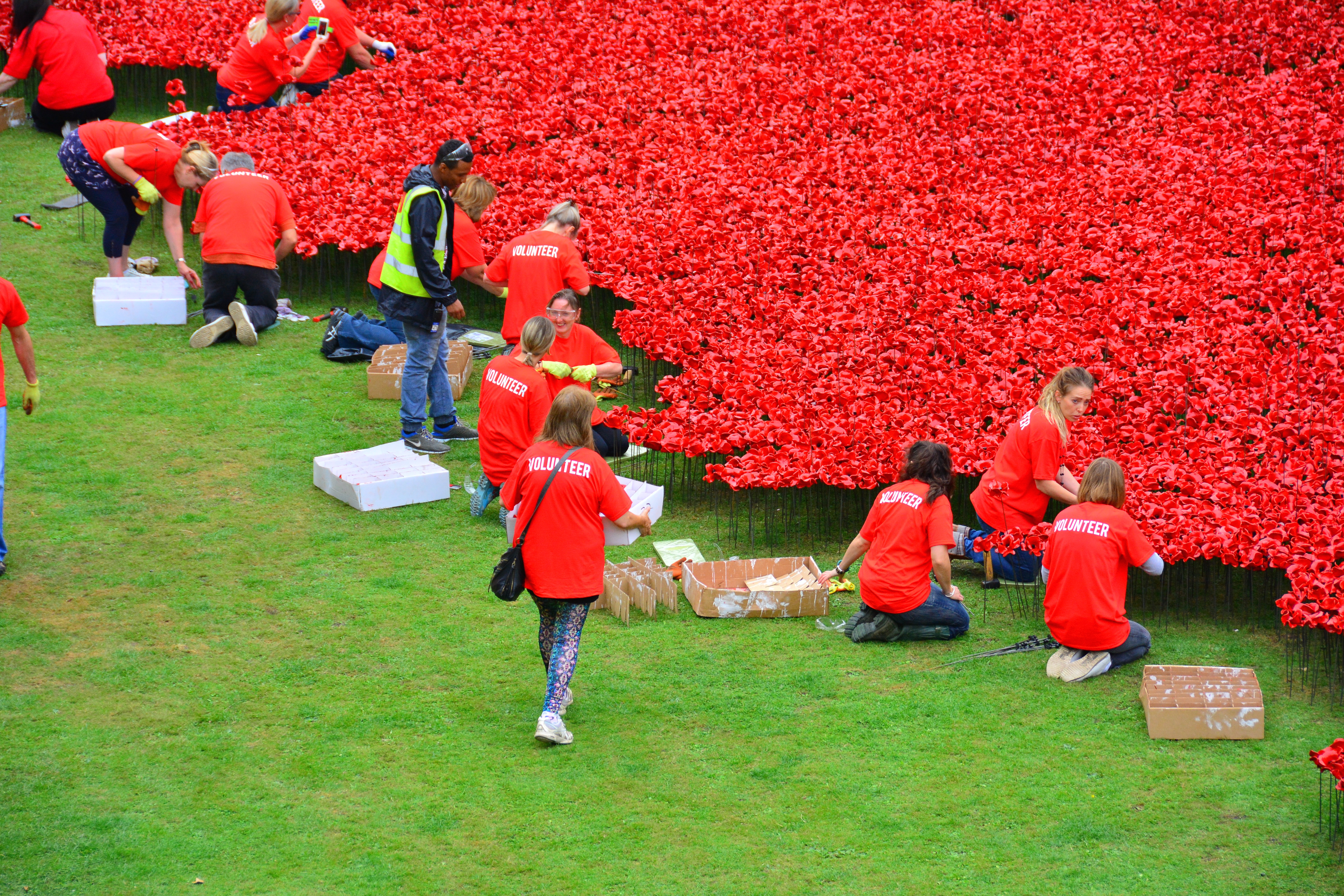
Freiwillige „pflanzen“ die Mohnblumen aus Keramik am Tower of London

Blood Swept Lands and Seas of Red ist eine Installation in London. Sie entstand 2014 im Gedenken an die Opfer des Ersten Weltkrieges 100 Jahre zuvor. Der Name des Projektes entstammt einem Gedicht eines unbekannten britischen Soldaten.

## Planung
Nach Schätzungen fielen 888.246 Soldaten des Vereinigten Königreiches und des Commonwealth auf Hoher See und auf den Schlachtfeldern des Ersten Weltkrieges. Jedes einzelne Schicksal soll durch jeweils eine künstliche Klatschmohnblume (Remembrance Poppy) symbolisiert werden. Sie bestehen aus Keramik und wurden in einer Manufaktur in Derbyshire gefertigt. Die Mohnblumen konnten zu je £ 25 erworben werden, wobei der Erlös Veteranen-Organisationen wie der Royal British Legion zugutekommen soll. Der Aufbau der Installation begann bereits im August 2014. Tausende Freiwillige stellten die Blumen um den Tower of London auf. Die letzten poppies fügte der britische Premierminister David Cameron am Vorabend des Remembrance Day hinzu. Geplant war von Beginn der Aktion an, nach dem 11. November 2014 die Installation bis zum 28. November 2014 wieder abzubauen. Die Blumen wurden danach an die Spender gesandt, die jeweils 25 Pfund aufgebracht hatten.
Ein Teil der Installation, das Weeping Window, bei dem sich mehrere tausend Mohnblüten scheinbar aus einem Fenster in die Tiefe ergießen, wurde ein Jahr später zum Remembrance Day 2015 an der St. George’s Hall in Liverpool wieder aufgebaut.

## Rezeption
In der breiten Öffentlichkeit wurde die Gedenkaktion sehr positiv aufgenommen. Mehr als 4 Millionen Besucher strömten zum Tower, um die Mohnblumen zu besichtigen. Unterdessen wurde eine Unterschriftenaktion gestartet, das Ende der Installation zu verschieben. Dieses Anliegen unterstützten sowohl der Bürgermeister Londons, Boris Johnson, als auch der Vize-Premier Nick Clegg. Das Werk war aber nicht unumstritten, ein Kultur-Kolumnist des Guardian kommentierte es kritisch als „fake, trite and inward-looking“ („unecht, banal und selbstbezogen“) und rückte die Aktion in die Nähe des UKIP-Patriotismus.